# Clan Hayashi (Owari)
Pour les articles homonymes, voir Clan Hayashi.
Le clan Hayashi d'Owari (尾張林氏, Owari Hayashi-shi) est un clan japonais de samouraïs qui servit d'obligé au clan Oda. Un de ses membres éminent, Hayashi Hidesada, était un obligé de rang supérieur auprès d'Oda Nobunaga. La famille est originaire du village d'Oki près de Kasugai, dans la province d'Owari. Le clan devient obligé du domaine d'Owari durant l'époque d'Edo.

## Figures notables
- Hayashi Hidesada
- Hayashi Michitoma (林通具)
- Hayashi Michimasa (林通政)

## Source de la traduction
- (en) Cet article est partiellement ou en totalité issu de l’article de Wikipédia en anglais intitulé « Hayashi clan (Owari) » (voir la liste des auteurs).